# Fußballclub Berlin 1991-1992
La pagina raccoglie i dati riguardanti il F.C. Berlin nelle competizioni ufficiali della stagione 1991-1992.

## Stagione
Ottenuta la qualificazione in Oberliga Nordost in virtù del secondo posto ottenuto nei playoff giocati al termine della stagione 1990-91, il F.C. Berlin, nonostante le continue partenze di pedine importanti in alcuni settori di gioco (Reich, Chaloupka, Herzog), riuscì a vincere l'edizione 1991-92 della nuova Oberliga Nordost, qualificandosi quindi al playoff di promozione in 2. Bundesliga. La squadra fallì tuttavia la promozione, classificandosi al terzo posto in un raggruppamento di quattro. Nella nuova Coppa di Germania unificata il F.C. Berlin non andò invece al di là del primo turno, eliminato dal Friburgo.

## Organigramma societario
Area tecnica:
- Allenatore:  Jürgen Bogs

## Rosa
| N. |                     | Ruolo | Calciatore      |
| -- | ------------------- | ----- | --------------- |
|    | Germania (bandiera) | P     | Oskar Kosche    |
|    | Germania (bandiera) | P     | Andreas Nofz    |
|    | Germania (bandiera) | D     | Jörn Lenz       |
|    | Germania (bandiera) | D     | Heiko Biestrich |
|    | Germania (bandiera) | D     | Jörg Buder      |
|    | Germania (bandiera) | D     | Andreas Belka   |
|    | Germania (bandiera) | D     | Sven Manke      |
|    | Germania (bandiera) | D     | Riccardo Starp  |
|    | Germania (bandiera) | D     | Jens Reckmann   |
|    | Germania (bandiera) | C     | Olaf Backasch   |
|    | Germania (bandiera) | C     | Michael Hennig  |

| N. |                     | Ruolo | Calciatore         |
| -- | ------------------- | ----- | ------------------ |
|    | Germania (bandiera) | C     | Jörg Fügner        |
|    | Germania (bandiera) | C     | Christian Backs    |
|    | Germania (bandiera) | C     | Ronny Nikol        |
|    | Germania (bandiera) | C     | Ralf Rambow        |
|    | Germania (bandiera) | C     | Maik Jesse         |
|    | Germania (bandiera) | C     | Dirk Rehbein       |
|    | Germania (bandiera) | A     | Mario Tolkmitt     |
|    | Germania (bandiera) | A     | Leif Possling      |
|    | Russia (bandiera)   | A     | Michail Pronischew |
|    | Germania (bandiera) | A     | Jens-Uwe Zöphel    |

## Risultati

### Coppa di Germania
|  | Friburgo | 0 – 2 | BFC Dynamo | (675 spett.) |

## Statistiche

### Statistiche di squadra
| Competizione | Punti | In casa | In casa | In casa | In casa | In casa | In casa | In trasferta | In trasferta | In trasferta | In trasferta | In trasferta | In trasferta | Totale | Totale | Totale | Totale | Totale | Totale | DR  |
| Competizione | Punti | G       | V       | N       | P       | Gf      | Gs      | G            | V            | N            | P            | Gf           | Gs           | G      | V      | N      | P      | Gf     | Gs     | DR  |
| ------------ | ----- | ------- | ------- | ------- | ------- | ------- | ------- | ------------ | ------------ | ------------ | ------------ | ------------ | ------------ | ------ | ------ | ------ | ------ | ------ | ------ | --- |
| Campionato   | 57    | 17      | 14      | 3       | 0       | 58      | 2       | 17           | 11           | 4            | 2            | 39           | 16           | 34     | 28     | 7      | 2      | 86     | 18     | +68 |
| DFB-Pokal    | -     | -       | -       | -       | -       | -       | -       | 1            | 0            | 0            | 1            | 0            | 2            | 1      | 0      | 0      | 1      | 0      | 2      | -2  |
| Totale       | -     | 17      | 14      | 3       | 0       | 58      | 2       | 18           | 11           | 4            | 3            | 39           | 18           | 35     | 28     | 7      | 3      | 86     | 20     | +66 |

### Statistiche dei giocatori
| Giocatore  | Campionato | Campionato | DFB-Pokal | DFB-Pokal | Totale   | Totale |
| Giocatore  | Presenze   | Reti       | Presenze  | Reti      | Presenze | Reti   |
| ---------- | ---------- | ---------- | --------- | --------- | -------- | ------ |
| Backasch   | 24         | 5          | 0         | 0         | 24       | 5      |
| C. Backs   | 26         | 3          | 1         | 0         | 27       | 3      |
| Belka      | 18         | 0          | 0         | 0         | 18       | 0      |
| Brestrich  | 15         | 0          | 0         | 0         | 15       | 0      |
| Buder      | 12         | 0          | 0         | 0         | 12       | 0      |
| J. Fügner  | 20         | 0          | 1         | 0         | 21       | 0      |
| Hennig     | 26         | 8          | 1         | 0         | 27       | 8      |
| Jesse      | 23         | 0          | 0         | 0         | 23       | 0      |
| Kosche     | 5          | 0          | 1         | 0         | 6        | 0      |
| J. Lenz    | 23         | 3          | 0         | 0         | 23       | 3      |
| Manke      | 6          | 0          | 0         | 0         | 6        | 0      |
| Nikol      | 1          | 0          | 0         | 0         | 1        | 0      |
| Nofz       | 27         | 0          | 0         | 0         | 27       | 0      |
| Possling   | 20         | 2          | 1         | 0         | 21       | 2      |
| Pronischew | 27         | 11         | 0         | 0         | 27       | 11     |
| Rambow     | 32         | 13         | 1         | 0         | 33       | 13     |
| Reckmann   | 29         | 6          | 0         | 0         | 29       | 6      |
| Rehbein    | 29         | 14         | 0         | 0         | 29       | 14     |
| Starp      | 1          | 0          | 1         | 0         | 2        | 0      |
| Tolkmitt   | 32         | 13         | 1         | 0         | 33       | 13     |
| J. Zöphel  | 16         | 4          | 1         | 0         | 17       | 4      |